# Streliți

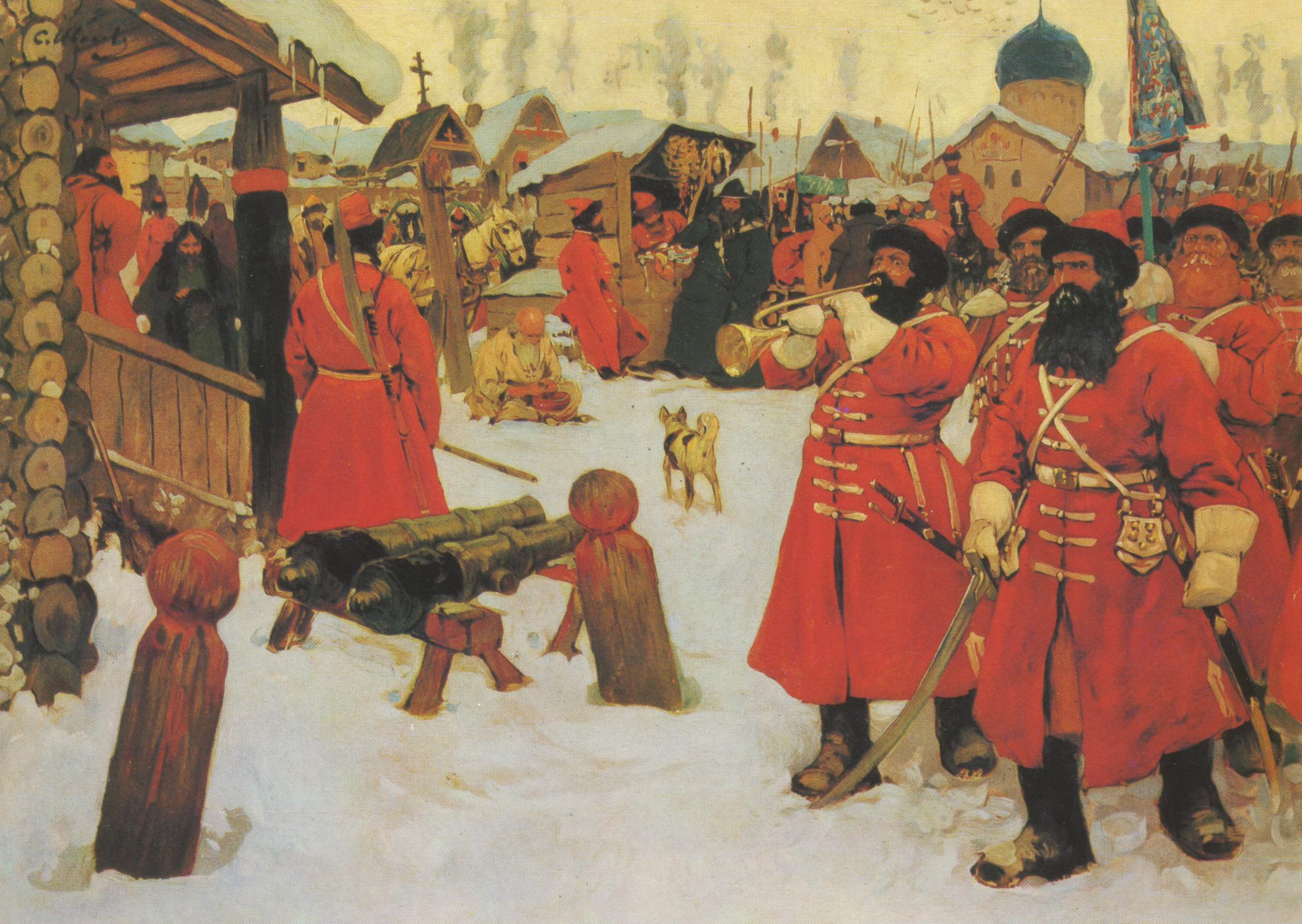
Streliți de Sergei Ivanov

Streliții (în rusă, la singular: стреле́ц AFI: [strʲɪˈlʲet͡s]) au fost unități de infanterie rusă cu arme de foc din secolul al XVII-lea până la începutul secolului al XVIII-lea și, de asemenea, o clasă socială din care personalul pentru aceste trupe a fost recrutat în mod tradițional. Aceste trupe de infanterie au fost cunoscute și sub numele de strelețkoe voisko (стрелецкое войско), ele au înlocuit cavaleria ușoară feudală sau pomestnoe voisko (поместное войско).

## Origini și organizare
Primele unități de streliți au fost create de Ivan cel Groaznic cândva între 1545 și 1550 și au fost înarmați cu archebuze. În timpul domniei sale, Rusia a luptat războaie aproape continuu, inclusiv războiul Livonian în Nord și războaie împotriva hanatelor din sud. Au fost văzuți pentru prima dată în luptă în timpul Asediului Kazanului din 1552. Inițial, streliții  au fost recrutați din rândul negustorilor liberi și al populației rurale. Ulterior, serviciul militar în această unitate a devenit pe tot parcursul vieții și ereditar. Astfel, cu toate că la începutul secolului al XVI-lea au format o forță de elită, eficiența lor a fost redusă prin pregătirea slabă și lipsa personalului de recrutare.
Streliții au fost împărțit în vîbornîe (выборные) sau aleși (mai târziu în Moscova) și gorodskie (городские) sau municipali (în diferite orașe rusești). 
Streliții aleși din Moscova au păzit Kremlinul, au îndeplinit sarcini generale de pază și au participat la operațiuni militare . De asemenea, au avut funcții de poliție generală și de pompieri la Moscova. Grigory Kotoshikhin, un diplomat rus care a spionat și apoi a fugit în Suedia în anii 1660, a raportat că au folosit topoare și găleți și pompe de cupru, precum și cârlige pentru a trage în jos clădirile adiacente, astfel încât incendiile să nu se răspândească, iar Adam Olearius, un occidental care a călătorit în Rusia în secolul al XVII-lea, a remarcat că ei nu au folosit niciodată apă.
Streliții municipali au avut misiuni de garnizoană și de frontieră și au executat diferite ordine ale administrației locale. 
Streliții au fost sub controlul Departamentului Streliților (Стрелецкий приказ sau Strelețkii prikaz). Trupele municipale au fost, de asemenea, sub jurisdicția voievozilor locali. 
Cea mai mare unitate administrativă militară s-a numit pribor (прибор), care mai târziu va fi redenumită în prikaz și în 1681 - în regiment (полк sau polk). Comandanții unităților de streliți (стрелецкие головы sau strelețkie golovî) și coloneii responsabili de regimente erau șefi de prikazi. Aceștia trebuiau să facă parte din rândul nobilimii și erau numiți doar de guvern. 
Regimentele (polki) au fost împărțite în sotni (сотни, sute) și deseatki (десятки, zeci). Acestea erau călare (стремянные sau stremeannîe; стремя, stremea în rusă înseamnă scara de la șa) și pedestre (пешие, sau peșie; пеший, peșii înseamnă infanterie).

## Uniforme și echipamente

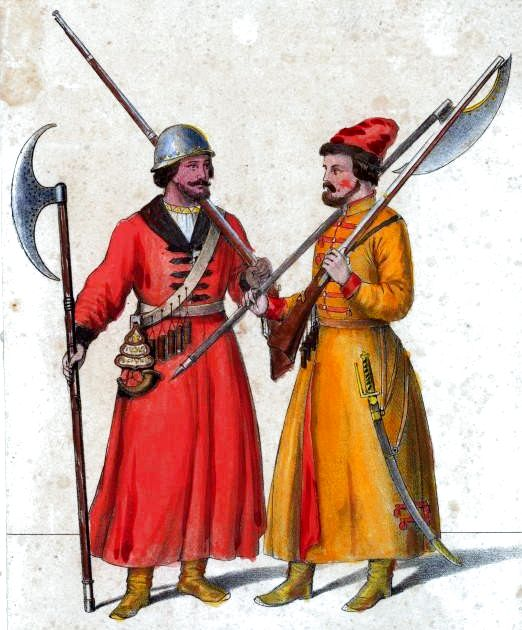
Streliţi

Streliții avea uniforme, antrenamente și arme identice. Uniformele erau formate din paltoane roșii, albastre sau verzi cu cizme portocalii. Arma lor principală a fost o archebuză sau muschetă și au purtat securi și săbii pentru apărare; unele unități au folosit lănci. Armele mai lungi erau de asemenea folosite pentru a sprijini archebuza sau muscheta în timp ce se trăgea cu ele.

## Tactici militare
Comandanții militari au desfășurat streliții în formațiuni statice, adesea împotriva formațiunilor sau fortificațiilor stabile. Adesea au tras cu armele de foc de pe o platformă și au folosit o „fortificație” mobilă din lemn, cunoscută în limba rusă drept „Guleai-gorod” (literalmente „fort mișcător”). Se presupune că au tras în valuri; prima linie executa tragerea și apoi se retrăgea înapoi pentru a reîncărca în timp ce a doua linie avansa pentru a trage.

## Politici
La sfârșitul secolului al XVI-lea, au existat 20.000-25.000 de streliți; în 1681, erau doar 55.000, din care 22.500 doar la Moscova. Chiar dacă streliții și-au demonstrat eficiența în luptă în mai multe rânduri, cum ar fi asediul Kazanului în 1552, războiul din Livonia, invazia polono-suedeză la începutul secolului al XVII-lea și în operațiunile militare din Polonia și Crimeea, în a doua jumătate a secolului al XVII-lea  streliții  au început să-și arate slăbiciunea în comparație cu regimentele regulate de soldați sau de reiteri (vezi Armata Rusă Imperială). Greutățile serviciilor militare, întârzierile salariale frecvente, abuzurile din partea administrației locale și a comandanților au dus la participarea streliților (în special a celor mai săraci) în răscoalele țărănești în secolul al XVII-lea și la începutul secolului al XVIII-lea, cum ar fi războaiele țărănești  din 1670-1671 conduse de Stenka Razin, răscoalele urbane (răscoala de la Moscova din 1682, răscoala streliților din 1698 sau Rebeliunea Bulavin din 1705-1706 din Astrahan). 

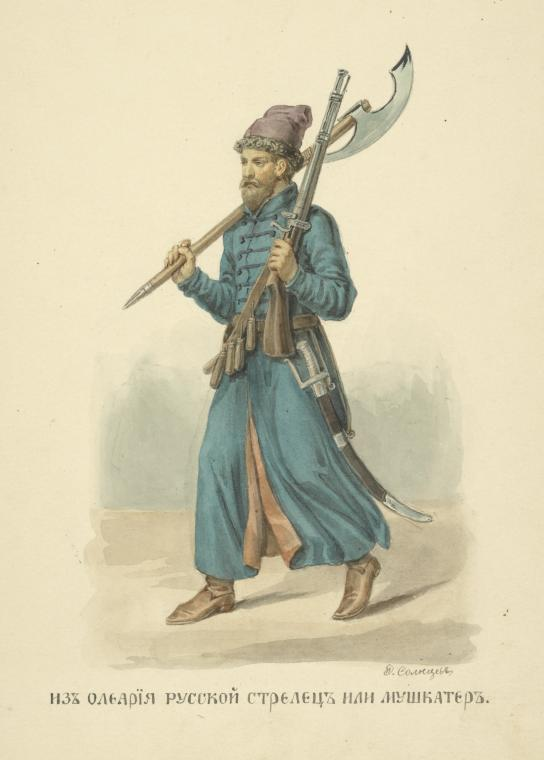
Streliț (secolul al XVII-lea)

În același timp, acei streliți care se aflau în vârful ierarhiei se bucurau de statutul lor social și, prin urmare, încercau să țină în frâu forțele regulate de streliți și să le mențină de partea guvernului. La sfârșitul secolului al XVII-lea, streliții din Moscova au început să participe activ în lupta pentru putere dintre diferite grupuri guvernamentale, sprijinind Vechii Credincioși și manifestând ostilitate față de inovațiile străine. 
Streliți au devenit un fel de „element pretorian” în politica moscovită de la sfârșitul secolului al XVII-lea. În 1682 au încercat să-l împiedice pe Petru cel Mare să vină pe tron în favoarea fratelui său vitreg, Ivan.

## Desființare

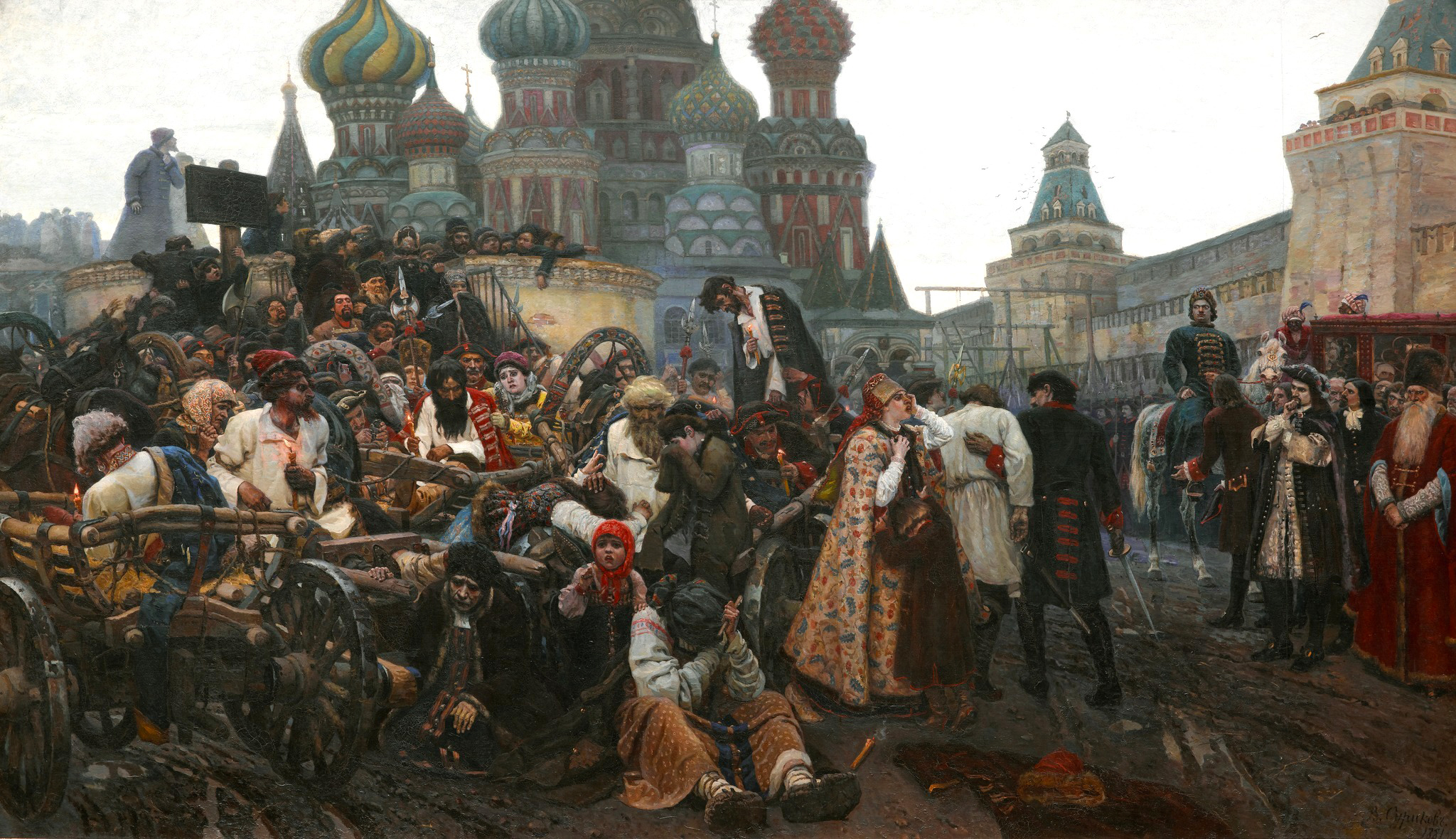
Dimineața executării streliților după răscoala lor eșuată din 1698, pictură de Vasili Surikov (1848-1916).

După pierderea puterii de către regenta Sofia Alexeevna în 1689, guvernul lui Petru I cel Mare s-a angajat într-un proces de limitare treptată a influenței militare și politice a streliților. Opt regimente din Moscova au fost scoase din oraș și transferate în Belgorod, Sevsk și Kiev.
În ciuda acestor măsuri, streliți s-au revoltat din nou în perioada în care Marea Ambasadă a lui Petru cel Mare se afla în Europa. Cu toate că revolta a fost împotriva generalului scoțian Patrick Gordon, care a intrat în serviciul rus în timpul țarului Alexei I în 1661, chiar înainte de întoarcerea țarului în Rusia, Petru și-a întrerupt misiunea diplomatică și a revenit în țară pentru represalii sălbatice împotriva streliților. Au avut loc execuții publice și tortură prin arderea spatelui dezgolit, ruperea cărnii cu cârlige de fier și zdrobirea picioarelor în prese de lemn numite butuk. Execuțiile au inclus tragerea pe roată și îngroparea de viu, Petru cel Mare a condus tortura și a ucis cu mâna lui vreo 80 de streliți dintr-un total de 1750 de prizonieri. Multe dintre cadavre au fost atârnate în jurul Mănăstirii Novodevici unde Sofia Alexeevna și Eudoxia au fost închise în sprijinul răscoalei.
Corpul a fost desființat tehnic în 1689; cu toate acestea, după ce a pierdut bătălia de la Narva din 1700, guvernul rus a oprit desființarea lor. Cele mai eficiente regimente de streliți au luat parte la cele mai importante operațiuni militare ale Marelui Război al Nordului și în campania lui Petru pe râul Prut din 1711. Treptat, streliții rămași au fost încorporați în armata regulată. În același timp, trupele de streliții municipali au început să fie desființate.
Lichidarea majorității unităților de streliți a fost în sfârșit terminată în anii 1720; cu toate acestea, unele unități de streliți municipali au fost păstrate în câteva orașe până la sfârșitul secolului al XVIII-lea.
Regimentul Preobrajenski („Schimbarea la Față”) și Regimentul Semionovski („de Salvare”) din Garda Rusă Imperială au înlocuit streliții și tradiționalii rindi (Рынды) ca gardă de corp a țarului.